# Francisco Grau (escultor)
Francisco Grau fue un escultor español del siglo XVII, nacido en Cataluña. Su mejor obra es el retablo de la Concepción que hizo en la catedral de Tarragona.
En compañía de un hermano suyo trabajó desde 1660 en los mausoleos del monasterio de Poblet.